# Cecilia Reyes
Dr. Cecilia Reyes is een stripfiguur uit de strips van Marvel Comics. Ze werd bedacht door Scott Lobdell en Carlos Pacheco, en verscheen voor het eerst in X-Men (2e serie) #65.
Cecilia is een mutant met de kracht omeen psyoplastisch bio-schild om haar lichaam. Dit staat zo'n 15 centimeter van haar lichaam af en beschermt haar tegen elke externe klap, als kogels, hamers of een vuistslag. Vreemd is wel dat ze elke klap door het schild heen voelt. Cecilia voelde zich noodzakelijk bij de X-Men te voegen, want de Mutant Massacre was in het heetst van de strijd bezig. Samen met Marrow voegde ze zich bij de X-Men.

## Biografie

### Jonge jaren
Cecilia groeide op in een kansarme buurt met haar vader, moeder en haar broer. Hulpeloos keek ze toe, toen haar vader werd neergeschoten op straat. Vanaf dat moment besloot ze medisch chirurg te worden, zodat ze nooit meer hulpeloos zou zijn. Na haar studie werd ze benaderd door Charles Xavier, die ontdekt had dat ze een mutant was. Ze bedankte voor het aanbod, want ze wilde geen superhelden dingen doen, en zeker er niet voor uitkomen dat ze een mutant was.

### Operation Zero Tolerance
Cecilia werd betrokken bij Operation Zero Tolerance, een door de regering gesponsord project, waarbij alle mutanten uitgeroeid mochten worden. Het ziekenhuis waar ze inmiddels werkte werd binnengevallen door een Prime Sentinel en ze moest zich noodgedwongen blootgeven als mutant. Gelukkig redde Iceman haar net op tijd, en ontsnapten ze naar de Morlock tunnels onder de stad. Later kwamen ze terecht boven de grond, waar ze hulp zochten bij Warren Worthington, beter bekend als Archangel. Deze was er echter niet, en later liepen ze in een val, waar ze Marrow ontmoetten. Zij ging verder met de twee, en zo kwamen ze weer in een val van Sentinels, maar ze werden gered door de Israëlische Sabra. Uiteindelijk stopten zij vieren Bastion en keerden terug naar de X-Mansion.

### Bij de X-Men
Cyclops was in een ernstige staat toen hij eenmaal terug was in de X-Mansion, en Cecilia opereerde hem zonder twijfel. Hiermee maakte ze zowel vrienden als vijanden.
Ze bewees erg sterk te zijn in een gevecht met de Ru'Tai. Uiteindelijk ging ze weer weg bij de X-Men om een eigen kliniek te beginnen.

### Na de X-Men
Op een dag kwam Nightcrawler langs in haar kliniek, zwaargewond. Hierdoor raakte ook Cecilia in de problemen, want ze moesten al snel vluchten voor de Neo. Als Nightcrawler op een gegeven moment in een levensgevaarlijke situatie terechtkomt, denkt ze niet meer na, en laat haar krachten de overhand nemen, en hierdoor doorklieft ze een hitman van de Neo. Hierdoor raakt ze zo in de problemen, dat ze de drug rave probeert. Het werkt en ze vecht fantastisch, maar ze raakt er wel verslaafd aan. Als ze vast komt te zitten in de Neo hideout lijkt het er verschrikkelijk aan toe te gaan, maar gelukkig redden de X-Men haar snel.

### Terug naar de X-Men
Na deze problemen gaat ze terug naar de X-Mansion, waar ze haar verslaving aan Rave probeert op te lossen. Dit lukte, met veel hulp van Xavier. Hierna vindt Beast eindelijk een medicijn tegen het Legacy Virus, dat onder anderen ook Pyro als slachtoffer heeft geëist. Alleen moest iemand zich met het middel inspuiten. Colossus koos ervoor om die persoon te zijn, terwijl Cecilia hem probeerde tegen te houden. Dit lukte niet, en ze bleef bedroefd achter. Wat later gaat ze terug naar haar eigen kliniek.

### Neverland
Later duikt ze weer op in een mutant concentratiekamp. Neverland, van het Weapon X programma. Het is onduidelijk of ze dit overleeft.

## Krachten
Cecilia heeft een psyoplasmisch bio-schild dat haar beschermt tegen externe impacts. Eerst gebruikt ze het vooral defensief, maar ze leert het steeds vaker offensief te gebruiken.

## In Andere Media
- In de film X2 verscheen haar naam op een computerscherm waarop een lijst van mutanten werd getoond.